# Raimundo Miranda
Raimundo Pontes de Miranda, mais conhecido como Raimundo Miranda (Recife, 11 de abril de 1868 – 15 de março de 1929) foi um jornalista, professor, advogado e político brasileiro.
Foi senador por Alagoas de 1912 a 1921, além de deputado federal e estadual.